# Aage Rasmussen

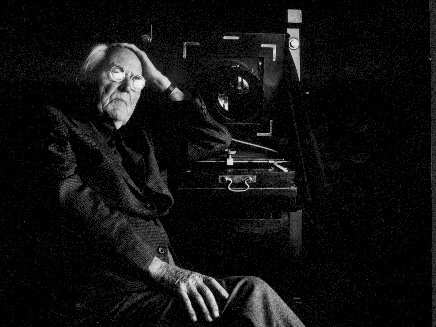
Aage Remfeldt in seinem Studio, 1979

Aage Rasmussen (später Remfeldt; * 4. September 1889 in Frederiksberg; † 29. November 1983 in Havdrup, Solrød Kommune) war ein dänischer Geher und Fotograf.
Bei den Olympischen Spielen 1912 in Stockholm wurde er im 10.000-Meter-Gehen Vierter.
Als Porträtfotograf ließ er sich zunächst in Oslo nieder und lebte von 1935 bis zu seinem Tod in Havdrup, wo er das Geschäft seines Vaters übernommen hatte. Seit 1918 nannte er sich Aage Remfeldt.